# Jimmy Brady
James Stewart Brady, detto Jimmy (1901 – Dublino, 21 febbraio 1976), è stato un nuotatore e pallanuotista irlandese.
Ha fatto parte dell'Irlanda, che ha partecipato, nel torneo di pallanuoto, ai Giochi di Parigi 1924.
Ai Giochi del Amsterdam 1928, era stato selezionato per gareggiare nel nuoto, partecipando alla Staffetta 4 × 200 metri stile libero, ma alla fine non vi partecipò.